# Вежховіни-Нові
Вежховіни-Нові (пол. Wierzchowiny Nowe) — село в Польщі, у гміні Семень Парчівського повіту Люблінського воєводства.